# Thorectes baraudi
Thorectes baraudi es una especie de coleóptero de la familia Geotrupidae.

## Distribución geográfica
Habita en la España peninsular.
Calificada como casi amenazada en el Libro Rojo de los Invertebrados de Andalucía.